# 华电长沙电厂
华电长沙电厂（湖南华电长沙发电有限公司）位于湖南省长沙市望城区，地处湘江下游东岸的铜官镇花石村，为一家燃煤火力发电厂。已投入运营的第一期工程总装机容量120万千瓦（2台单机60万千瓦超临界燃煤火发电机组），同时同步建有烟气脱硫、脱硝装置，是中国大陆首批、也是华电集团最先采用同步实施脱硫、脱硝的环保电厂，一期工程2005年12月开工建设，2007年10月23日1号机组通过168小时试运行后投入商业运营，2007年12月25日第2号机组完成试运行后，标志着一期工程的二台机组全部并网发电。

华电长沙电厂基础设施完备，厂区西临湘江，水路货运极为快捷，自戴公桥接长湘公路铺有电厂专线（电厂大道），自桥驿货站接京广铁路建有火车专线。华电长沙电厂规划装机总容量320万千瓦，二期工程规划建设两台100万千瓦超超临界燃煤火电机组。电厂由中国华电集团公司全资投资建设，湖南华电长沙发电有限公司管理。